# Die schöne Querulantin
Die schöne Querulantin (Originaltitel: La Belle Noiseuse) ist ein französisches Filmdrama aus dem Jahr 1991. Regie führte Jacques Rivette, der auch gemeinsam mit Pascal Bonitzer und Christine Laurent das Drehbuch anhand der Erzählung Das unbekannte Meisterwerk von Honoré de Balzac schrieb.

## Handlung
Der berühmte Maler Edouard Frenhofer lebt in einem alten Schloss in Südfrankreich gemeinsam mit seiner Frau Liz, die früher für ihn Modell gestanden hat. Doch Frenhofer malt seit einigen Jahren nicht mehr. Ein begonnenes Gemälde mit dem Titel „Die schöne Querulantin“, das ein Meisterwerk zu werden schien, hat er unvollendet gelassen. Der junge Künstler Nicolas und seine Freundin Marianne besuchen den von Nicolas verehrten Maler. Nicolas schlägt Frenhofer vor, dass der Meister Marianne malen könnte, um seine Schaffenskrise zu überwinden. Marianne widerstrebt zunächst diese ohne ihre Kenntnis getroffene Abmachung, sie erscheint aber dann doch in Frenhofers Atelier und posiert nackt. Frenhofer beginnt sie zu zeichnen. Mehrere Tage ringt Frenhofer in ausgedehnten Sitzungen mit der Aufgabe, ein Bild zu schaffen, während für Marianne die Stunden als Modell zu einer herausfordernden Selbsterfahrung werden. Liz warnt Marianne davor, dass es sie verändern könnte, von Frenhofer gemalt zu werden. Marianne distanziert sich zunehmend von Nicolas, der allein im Hotel bleibt und apathisch abwartet, während Marianne im Schloss wohnt.
Die Kamera folgt der Arbeit des Malers an der Staffelei und seinem Blick auf Mariannes nackten Körper. Zwischenzeitlich besucht wiederholt der Kunsthändler Porbus die Frenhofers in ihrem Schloss. Er hofft, Frenhofer werde wieder etwas produzieren, das er in den Handel bringen könnte. Zugleich versucht er erfolglos eine Annäherung an Liz. Frenhofer holt schließlich die Leinwand der „schönen Querulantin“ hervor und nimmt die Arbeit an dem unvollendeten Gemälde wieder auf. Seine Frau Liz war damals das Modell für dieses Bild, er brachte es aber nicht zu Ende, weil, wie Liz später berichtet, die Vollendung des Bildes seine Liebe zu ihr ruiniert hätte. Nun übermalt Frenhofer Liz’ Gesicht und ersetzt es durch den Akt Mariannes. Er vollendet das Bild, das der Zuschauer jedoch nicht zu sehen bekommt. Marianne ist schockiert von dem, was sie sieht, und fühlt sich in ihrem Wesen entlarvt. Liz, bisher voller leiser Zurückhaltung und immer mit Verständnis für Frenhofers Arbeit mit Marianne, ist durch die Übermalung gekränkt und hält Frenhofer eine schonungslose Bilanz ihrer Beziehung vor. Frenhofer versteckt das Bild, offenbar um Marianne nicht bloßzustellen, indem er es in einer Wandnische seines Ateliers einmauert. Dem Kunsthändler Porbus und Nicolas präsentiert er ein anderes, neu gemaltes Bild. Gegen Ende des Films erscheint überraschend Nicolas’ Schwester, die ihren Bruder liebt und Marianne ablehnt. Die drei haben in früherer Zeit in einer Wohnung zusammengelebt, als Marianne in einer Krise war. Nicolas fordert Marianne auf, mit ihm abzureisen. Sie lehnt ab. Das letzte Wort des Films ist ihr „Nein“: Sie hat ihre Autonomie gewonnen und sich aus der seelischen Abhängigkeit von Nicolas gelöst.

## Hintergründe
Der Film wurde in Assas (Département Hérault) gedreht. Seine Weltpremiere fand im Mai 1991 auf den Internationalen Filmfestspielen von Cannes statt. Am 8. September 1991 wurde der Film auf dem Toronto International Film Festival gezeigt, dem am 2. Oktober 1991 das New York Film Festival folgte. Nach dem deutschen Kinostart am 9. Januar 1992 wurde der Film ab dem 10. August 2006 erneut in einigen Kinos vorgeführt. In den Kinos der USA spielte er rund 409.000 US-Dollar ein.
Jacques Rivette stellte auch eine zweistündige Schnittfassung des Films her, die mit dem Untertitel Divertimento in die Kinos kam. Diese Version ist jedoch keine Kurzfassung des vierstündigen Films, sondern ein eigenständiges Werk (das wiederum Szenen enthält, die in der langen Fassung nicht enthalten sind). Während in der langen Fassung der „Schöpfungsprozess des Malens“ im Mittelpunkt steht, liegt in der kürzeren Version das Gewicht etwas mehr auf den zwischenmenschlichen Beziehungen der Protagonisten.
Beide Fassungen des Films starteten am 9. Januar 1992 in den deutschen Kinos; die Vierstunden-Fassung allerdings nur im Original mit Untertiteln, während für die Divertimento-Fassung eine deutsche Synchronisation angefertigt wurde.
Die Originale der Zeichnungen und Gemälde im Film sind Werke des Malers Bernard Dufour.

## Kritiken
Vincent Canby schrieb in der New York Times vom 17. September 1993, der Film sei „hypnotisch schön“ und „betäubend“. Die um die Hälfte gekürzte und als Divertimento veröffentlichte Version ähnele eher einer Seifenoper.
Der Fischer Film Almanach 1993 schrieb zur Divertimento-Fassung: Das „Divertimento“ ist ein in sich geschlossenes, eigenständiges Werk, das neben dem Original bestehen, es aber keineswegs zur schnellen Rezeption ersetzen kann.
Desson Howe schrieb in der Washington Post, der vierstündige Film „schwelge“ in der Zeit, er bringe dennoch dem Zuschauer eine Bereicherung. Er sei für Cineasten und für Liebhaber der französischen Kultur bestimmt (It’s for cineastes and Francophiles) – wie auch für Menschen, die die Schönheit des nackten weiblichen Körpers zu schätzen wissen – speziell jene von Emmanuelle Béart. Dies mache eine Menge Zuschauer aus. Der Film zeige glaubwürdig den Wandel der Charaktere.
Film-Dienst schrieb, der Film sei eine „auf mehreren Erzählebenen kunstvoll verschachtelte Auseinandersetzung mit den Themenkreisen Kunst und Leben, verdichtet zu einer ebenso spielerischen wie intensiven Suche nach Lebenssinn und der Emanzipation des Menschen“.

## Auszeichnungen
Jacques Rivette erhielt im Jahr 1991 den Großen Preis der Jury und einen Sonderpreis bei den Internationalen Filmfestspielen von Cannes; er wurde außerdem für die Goldene Palme nominiert. Jacques Rivette (in zwei Kategorien), Michel Piccoli, Emmanuelle Béart und Jane Birkin wurden 1992 für den César nominiert.
Der Film erhielt im Jahr 1991 den Los Angeles Film Critics Association Award. Jacques Rivette erhielt 1992 den Preis des Syndicat Français de la Critique de Cinéma (Bester französischer Film) und 1993 den japanischen Kinema-Jumpō-Preis.